# Puigdolena
Puigdolena és el nom d'un antic sanatori antituberculós, convertit actualment en un centre residencial d’acció educativa, del terme municipal de Sant Quirze Safaja, al Moianès.
Està situat al nord del sector central del terme i a migdia del sector nord, en el vessant sud-occidental del puig d'Olena. És a l'esquerra del torrent de la Rovireta i a ponent de la carretera C-1413b en el punt quilomètric 7.
Una carretera asfaltada d'1,5 quilòmetres relliga l'antic sanatori amb el punt quilomètric 7,5 d'aquesta carretera.
En aquest sanatori, el poeta Màrius Torres hi passà els últims anys de la seva vida i hi morí.
D'ençà de 1988 funciona com a centre residencial d’acció educativa (CRAE) que porta per nom CRAE Mare de Déu del Roser - Puig d’Olena i és de titularitat de les Germanes Dominiques de l'Anunciata.